# La notte del mio primo amore
La notte del mio primo amore è un film horror italiano del 2006 diretto da Alessandro Pambianco.

## Trama
Chiara ha 17 anni una famiglia che le impone regole rigide, e un'adolescenza che la porta ad infrangerle. Mentre il paesino è sconvolto da un serial killer che rapisce giovani adolescenti, il suo ragazzo, Andrea, le dà un ultimatum: se non si recherà da lui la sera
la loro storia sarà finita. 
Chiara si organizza così per trascorrere la serata con Andrea, ma i genitori le vietano
di uscire.
Chiara ha anche una migliore amica, Marina, con la quale condivide i segreti dell'adolescenza.
Andrea dopo l'appuntamento mancato lascia Chiara, che viene corteggiata dall'istruttore
della palestra che frequenta, Matteo.
Lei all'inizio è titubante, poi accetta di seguirlo in una misteriosa serata romantica.
I due ragazzi sembrano trascorrere una piacevole giornata, ma all'improvviso il ragazzo cambia
e fa delle pesanti avances a Chiara.
Con una scusa la ragazza riesce a telefonare a Marina, chiedendole aiuto, la quale si rivolge ad Andrea e i due si mettono alla ricerca di Chiara.
Nel frattempo Chiara scopre nella villa i cadaveri delle ragazza scomparse e tramite alcuni ritagli di giornale, capisce che in quella villa trent'anni prima è stata uccisa una ragazza di 17 anni e che il bambino che aspettava si era miracolosamente salvato.
Chiara crede che sia stato Matteo, quando ritorna da lui lo trova morto, ucciso da una sparachiodi.
La ragazza viene inseguita da un misterioso uomo con il viso coperto, quando arriva Andrea i due cercano di fuggire, ma il ragazzo viene ucciso dall'uomo con la pistola sparachiodi.
Chiara fugge e incontra Marina, che ha avvertito la polizia: le due si rifugiano in una stanza della villa, ma il killer le trova e inizia a lottare con Marina, che viene strangolata dall'uomo.
Chiara assiste alla scena e disperata afferra la pistola sparachiodi e lo uccide.

## Critica
Il film alla sua uscita ha ricevuto giudizi molto negativi, venendo paragonato quasi a un film amatoriale. Su IMDb ha una media di 3,7 su 10 su 49 voti.